# Orde Militar de Guillem
L'Orde Militar de Guillem (en neerlandès: Militaire Willems-Orde, abreujat MWO) és l'honor més alt i més antic del Regne dels Països Baixos. Va ser creat el 30 d'abril de 1815 pel rei Guillem I. El lema de l'orde "Vood Dioed Beleid Trouw" ("Per Valor, Lideratge, Lleialtat"), i és atorgada per accions molt meritòries de valentia, lideratge i devoció extrema al deure en presència de l'enemic.
Des de 1940 també pot ser atorgada a civils per accions durant un conflicte militar; i des de llavors s'ha modificat per a situacions fora de temps de guerra, fins al moment actual, en què és possible rebre-la per treballs pel manteniment de la pau, etc.
És la condecoració més alta dels Països Baixos i, per llei, el Sobirà és el Gran Mestre (Grootmeester) de l'Orde.
Està dividida en 4 classes: 
- Grootkruis der Militaire Willems Orde (Gran Creu) – llueix la insígnia en una banda penjant de l'espatlla dreta, amb l'estrella a l'esquerra del pit.
- Commandeur der Militaire Willems Orde (Comandant) – llueix la insígnia penjant del coll, i una altra insígnia igual a l'esquerra del pit.
- Ridder derde klasse der Militaire Willems Orde (Cavaller 3a classe) – llueix la insígnia penjant d'un galó amb roseta a l'esquerra del pit.
- Ridder vierde klasse der Militaire Willems Orde (Cavaller 4a classe) – llueix la insígnia penjant d'un galó a l'esquerra del pit.

i normalment, la primera condecoració s'atorga en el seu grau més baix. Una següent condecoració pot portar la promoció al següent.
La Gran Creu també pot ser atorgada de manera excepcional a caps d'estat que hagin portat a terme accions de lleialtat cap als Països Baixos en temps de guerra. Aquest honor només s'ha concedit al President dels Estats Units Franklin Delano Roosevelt, al Rei Jordi VI del Regne Unit i a la Reina Guillermina dels Països Baixos. No obstant això, al segle xix, la Gran Creu era sovint atorgada als monarques estrangers en senyal de respecte.
La 4a classe també pot ser atorgada com a condecoració d'unitat. En tal cas, els estendards regimentals són decorats amb la insígnia de 4a classe; mentre que els homes llueixen un cordó al voltant de l'espatlla dreta. Pot lluir-se juntament amb la Fourragère of the Croix de guerre francesa o belga. Aquesta distinció és permanent i es llueix durant tota la carrera militar.

## Història
Va ser creada el 1815, donat que el rei Guillem necessitava una condecoració al valor per a les imminents batalles de la guerra contra Napoleó (Govern dels cent dies). De la mateixa manera que la Legió d'Honor francesa, podia ser concedida a tots los rangs, així com a militars estrangers. Las primeres (més d'un miler) s'atorgaren després de la batalla de Waterloo, el 1815. En aquella ocasió s'atorgà la Gran Creu al Príncep Guillem d'Orange, al Duc de Wellington, Fürst Blücher von Wahlstatt, al Graf von Bülow-Dennewitz i al Graf von Gneisenau.
Durant el segle xix va ser atorgada als militars que servien a la campanya contra la Revolució Belga i als que servien a les Índies Orientals Neerlandeses, principalment a la Guerra Aceh. Fins al 1940, se n'havien atorgat 5.874.
El 1940, l'Orde va ser concedida als soldats que servien amb valor extrem en defensa dels Països Baixos des de l'atac del 10 de maig per l'Alemanya Nazi. A la primavera de 1940 es decidí que els civils la podrien rebre per les accions heroiques de Resistència (després de la guerra es concediria per aquest motiu a diversos homes i a una dona). El 1944 i 1945, amb l'Alliberament, va ser atorgada també als membres de les Forces Aliades per accions de valentia. En total, va ser atorgada en 199 ocasions.

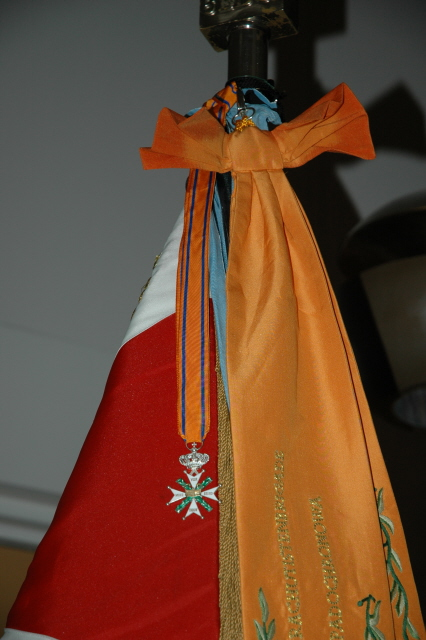
Insígnia de l'Orde Militar de Guillem penjant del gallardet de la 1a Brigada Paracaigudista Independent Polonesa.

Sis unitats de les Forces Armades Neerlandeses van rebre l'Orde Militar de Guillem de resultes de les seves accions durant la Segona Guerra Mundial:
- l'Arma Aèria Naval de la Marina Reial Neerlandessa
- el Cos de Marines de la Marina Reial Neerlandessa
- el Servei Submarí de la Marina Reial Neerlandessa
- la Brigada Princes Irene
- l'Arma Aèria Militar Neerlandessa
- l'Arma Aèria Militar de les Índies Neerlandeses

, i dues estrangeres:
- la 82a Divisió Aerotransportada (Estats Units), per la seva valentia a Nimega durant l'Operació Horta el 1944
- la 1a Brigada Paracaigudista Independent Polonesa, per la seva valentia a Arnhem durant l'Operació Horta el 1944

El darrer conflicte pel qual es va concedir va ser la Guerra de Corea, en que del 3.500 membres del Destacament Neerlandès de les Nacions Unides a Corea, 3 en van ser condecorats (2 a títol pòstum).

## Disseny
La insígnia de l'orde és una creu de Malta esmaltada en blanc, platejada per la 4a classe i daurada per la resta; amb una creu de Borgonya en esmalt verd que apareix entre els braços de la creu.
A l'anvers de la creu apareix el lema de l'orde "Vood Dioed Beleid Trouw" ("Per Valor, Lideratge, Lleialtat") als braços de la creu. Al revers, al centre hi ha un medalló amb el monograma coronat W (per Guillem I), envoltat per una corona de llorer. La insígnia té una corona reial a la part superior.
L'Estrella de la Gran Creu és una estrella platejada de 8 puntes, amb la insígnia de l'orde al centre (llevat de la corona)
La insígnia de pit del Comandant és idèntica a l'anvers de la insígnia de l'orde.
El galó de l'orde és Taronja (color nacional d'Holanda) amb una franja en Blau-Nassau als costats.
| Cavaller Gran Creu (insígnia en banda) | Cavaller Gran Creu (estrella)    | Cavaller Comandant (insígnia de coll amb insígnia de pit) | Cavaller 3a Classe (insígnia amb galó) | Cavaller 4a Classe (insígnia amb galó) |
| -------------------------------------- | -------------------------------- | --------------------------------------------------------- | -------------------------------------- | -------------------------------------- |
| Cavaller Gran Creu                     | Estrella de Cavaller Gran Creu   | Cavaller Comandant                                        | Cavaller 3a Classe                     | Cavaller 4a Classe                     |
| Galó                                   |                                  |                                                           |                                        |                                        |
| Galó de Cavaller de la Gran Creu       | Galó de Cavaller de la Gran Creu | Galó de Cavaller Comandant                                | Galó de Cavaller de Tercera Classe     | Galó de Cavaller de quarta classe      |